# Yuhuangge Shuiku
Yuhuangge Shuiku (kinesiska: 玉皇阁水库) är en reservoar i Kina. Den ligger i provinsen Shaanxi, i den nordvästra delen av landet, omkring 66 kilometer norr om provinshuvudstaden Xi'an. Yuhuangge Shuiku ligger 627 meter över havet. Arean är 0,49 kvadratkilometer. Trakten runt Yuhuangge Shuiku består till största delen av jordbruksmark. Den sträcker sig 0,9 kilometer i nord-sydlig riktning, och 1,1 kilometer i öst-västlig riktning.
Genomsnittlig årsnederbörd är 619 millimeter. Den regnigaste månaden är september, med i genomsnitt 142 mm nederbörd, och den torraste är december, med 1 mm nederbörd.